# Bezirksparteischule
Die Bezirksparteischulen (BPS) der Sozialistischen Einheitspartei Deutschlands (SED) hatten die Aufgabe, Nachwuchskräfte der SED ideologisch zu potenziellen Führungskräften im Partei- und Staatsapparat der DDR auszubilden. Sie waren nach der Parteihochschule „Karl Marx“ in Berlin die zweithöchsten Kaderschmieden der Staatspartei. In den 15 Bezirken der DDR bestand je eine Bezirksparteischule.

## Funktion

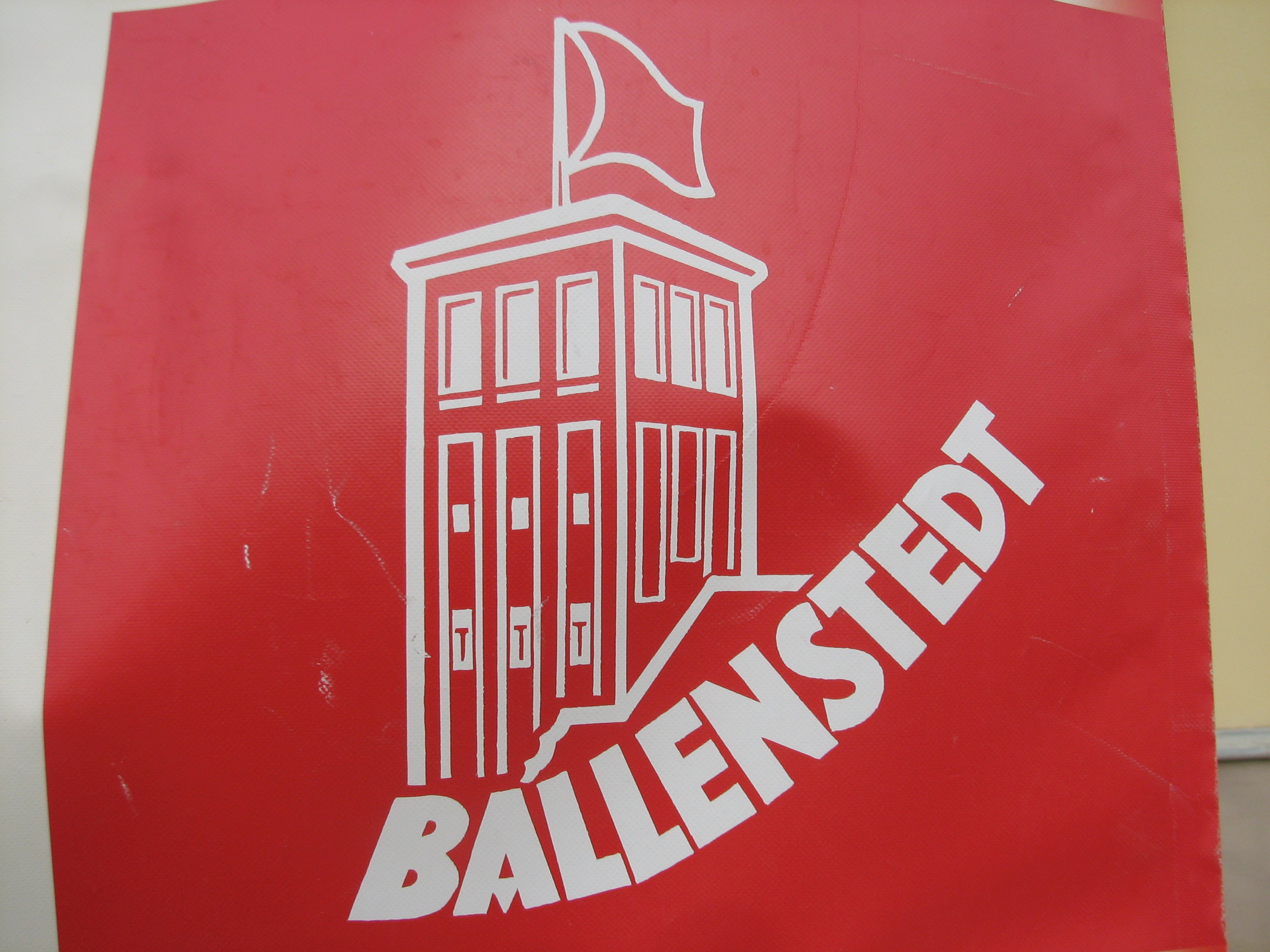
Logo der SED-Bezirksparteischule in Ballenstedt (bis 1989)

Die Bezirksparteischule bot die politische und fachliche Ausbildung für Leitungsfunktionen. Ohne den Besuch einer solchen Einrichtung war es unmöglich, eine Führungsposition in Staat oder Partei einzunehmen. Die Bezirksparteischulen waren somit ein wichtiges Rekrutierungsreservoir für leitende Kader. Sie lieferten das Personal für den Aufbau des Partei- und Staatsapparats, ihre Absolventen waren automatisch Nomenklatura-Kader der SED.
Das hatte für die SED den Vorteil, dass offene Stellen in wenig beliebten Orten und abgelegenen Gegenden besetzt werden konnten, indem Absolventen per „Parteiauftrag“ verpflichtet wurden, diese Stellen anzunehmen. So wurden etwa Bürgermeisterposten in kleinen Gemeinden besetzt, für die sich sonst kein Bewerber fand. Mitunter wurden die Absolventen auch unter Androhung schwerer Parteistrafen in höhere Parteiämter gedrängt.
Das Netz der Parteischulen erreichte alle Ebenen des Staates, vom kleinsten Kreis über die Bezirke bis zur Parteihochschule "Karl Marx" in Ost-Berlin. Selbst SED-Leitungen in größeren Betrieben unterhielten Bildungseinrichtungen, die der politischen Weiterbildung von Mitarbeitern und SED-Mitgliedern dienten, sofern sie für betriebliche Leitungsaufgaben vorgesehen waren. Denn auch der Aufstieg in Kultureinrichtungen, Zeitungen oder Betrieben hing von der Absolvierung der Parteischulen ab. Führungskräfte sollten auch gesellschaftliche Führungskräfte sein.
In den 1980er Jahren bildeten 255 SED-Kreis- und 478 Betriebsschulen die Basis des Schulungssystems. Hier wurden berufsbegleitende Kurse absolviert. An den 15 Bezirksparteischulen hingegen waren dreimonatige oder einjährige Vollzeit-Lehrgänge vorgesehen.
Für die höchsten Parteifunktionen mussten die SED-Mitglieder, aufbauend auf den Abschlüssen der untergeordneten Schulen, ein oder drei Jahre an der Parteihochschule "Karl Marx" studieren. Noch gewichtiger war nur noch ein Studium an der Parteihochschule der KPdSU in Moskau, wo Parteikader aus allen sozialistischen Ländern im ideologischen Zentrum des Sowjetblocks studierten. Wer von dort mit Diplom heimkehrte, konnte hohe staatliche Leitungsposten oder hohe Parteiämter erwarten.

## Mehrstufige parteiideologische Schulung
Die SED-Parteischulen waren hierarchisch organisiert. Am unteren Ende standen die Kreisparteischulen (KPS) mit Abendkursen, dann kam die Delegation zu den Bezirksparteischulen (BPS, 1 Jahr Direktstudium), und an der Spitze war die Parteihochschule Karl Marx (PHS, 1 und 3 Jahre Studium) in Berlin.
An der Bezirksparteischule in Ballenstedt beispielsweise absolvierten von 1956 bis 1989 – also in einer Zeitspanne von 33 Jahren – mehr als 16.000 SED-Parteimitglieder aus den DDR-Bezirken Halle (bis 1989) und Magdeburg (bis 1975) einjährige Lehrgänge. Während der Zeit des Studiums bekamen die Kursteilnehmer 80 Prozent ihres vorigen Nettogehalts als Stipendium, zu zahlen vom delegierenden Betrieb.
Üblicherweise konnte die nächste Stufe nur absolvieren, wer zuvor die vorhergehende Schule erfolgreich absolviert hatte. Bezirks- und Parteihochschule waren auch im Fernstudium möglich. Der Abschluss an der Parteihochschule war Diplom-Gesellschaftswissenschaftler. Rektorin der Parteihochschule war von 1950 bis 1983 die als besonders orthodox bekannte Hanna Wolf, mit sehr engen persönlichen Kontakten zum Generalsekretär.
Weitere Einrichtungen auf zentraler Ebene waren das Institut für Marxismus-Leninismus (IML) und die Akademie für Gesellschaftswissenschaften beim ZK der SED. Alternativ war eine Delegierung zum Besuch der Parteihochschule der KPdSU in Moskau möglich. Hier studierten im Ein- oder Dreijahresstudium viele Kader aus allen sozialistischen Ländern und Volksdemokratien. Die Diskussionen waren von einer wesentlich offeneren globalen Perspektive geprägt. Aufgrund dieses Moskauaufenthaltes sprachen viele leitende Parteikader (ab 1. Kreissekretär aufwärts) exzellent Russisch. Absolvent als Diplom-Gesellschaftswissenschaftler mit Staatsexamen war zum Beispiel Egon Krenz.
Ohne den Besuch einer Parteihochschule war es in der DDR praktisch unmöglich, eine staatliche oder innerparteiliche Spitzenposition zu erreichen, da fachliche und gesellschaftliche Qualifikation für den „sozialistischen Leiter“ eine Einheit darstellten.
In den drei Bezirkshauptstädten im Norden – in Schwerin, Rostock und Neubrandenburg – wurden Ende der 1970er-Jahre aufwändig Bezirksparteischulen hochgezogen. Sie waren modern ausgestattet, die Gästezimmer boten vergleichsweise hohen Komfort – Bezirksparteischulen gehörten zu den privilegierten Einrichtungen der DDR.

## Lehrer
Jede Bezirksparteischule hatte 60 bis 80 Lehrer, die Nomenklaturkader der Bezirksleitung waren. Geleitet wurde die BPS von einem Schulleiter, den das Sekretariat des Zentralkomitees der SED bestätigt hatte. Die Lehrer waren folgenden Lehrstühlen zugeordnet: Marxistisch-leninistische Philosophie, politische Ökonomie, wissenschaftlicher Kommunismus, Parteiaufbau, Geschichte der Arbeiterbewegung. Die Leiter der Lehrstühle gehörten zur Schulleitung.
Die Lehrer hatten die parteiliche Qualifizierung, Parteihochschule der SED oder der KPdSU, absolviert und waren zum Teil promoviert. Außerdem hatten sie ein Hochschul- oder Universitätsstudium abgeschlossen. Viele hatten eine Ausbildung als Lehrer. Entscheidende Voraussetzung, um als Lehrer an der
BPS arbeiten zu können, waren Erfahrungen im Parteiapparat. Oft waren Lehrstuhlleiter und Lehrer vor ihrem Einsatz an der BPS Mitarbeiter der Bezirksleitungen oder Sekretäre von SED-Kreisleitungen.

## BPS-Standorte
| Name                                            | Benannt nach                | Standort         | SED-Bezirksleitung | Notizen                                                                     | Bild                            | Einzelnachweise |
| ----------------------------------------------- | --------------------------- | ---------------- | ------------------ | --------------------------------------------------------------------------- | ------------------------------- | --------------- |
| Bezirksparteischule Wilhelm Liebknecht          | Wilhelm Liebknecht          | Ballenstedt      | Halle              | heute Schulungszentrum Großer Ziegenberg                                    | Aufnahme 2013                   |                 |
| Bezirksparteischule Friedrich Engels            | Friedrich Engels            |                  | Berlin             | mehr als 35.000 Absolventen zwischen 1946 und 1986                          |                                 | [ 3 ]           |
| Bezirksparteischule Michail Iwanowitsch Kalinin | Michail Iwanowitsch Kalinin | Cottbus          | Cottbus            |                                                                             | Aufnahme 2012                   | [ 4 ]           |
| Bezirksparteischule Georg Wolff                 | Georg Wolff                 | Dresden          | Dresden            | Internatsgebäude heute von Jugendherberge Dresden „Jugendgästehaus“ benutzt | Internatsgebäude, Aufnahme 2009 | [ 5 ]           |
| Bezirksparteischule Ernst Thälmann              | Ernst Thälmann              | Erfurt           | Erfurt             |                                                                             | Aufnahme 2018                   | [ 6 ] [ 7 ]     |
| Bezirksparteischule Friedrich Engels            | Friedrich Engels            | Frankfurt (Oder) | Frankfurt (Oder)   |                                                                             |                                 | [ 8 ]           |
| Bezirksparteischule Rosa Luxemburg              | Rosa Luxemburg              | Bad Blankenburg  | Gera               |                                                                             |                                 | [ 9 ]           |
| Bezirksparteischule Ernst Schneller             | Ernst Schneller             | Mittweida        | Karl-Marx-Stadt    |                                                                             |                                 | [ 10 ] [ 11 ]   |
| Bezirksparteischule Walter Ulbricht             | Walter Ulbricht             | Leipzig          | Leipzig            |                                                                             | Aufnahme 2020                   | [ 12 ]          |
| Bezirksparteischule Hermann Matern              | Hermann Matern              | Magdeburg        | Magdeburg          |                                                                             | Internatsgebäude, Aufnahme 2019 | [ 13 ] [ 14 ]   |
| Bezirksparteischule Kurt Bürger                 | Kurt Bürger                 | Neubrandenburg   | Neubrandenburg     |                                                                             |                                 | [ 15 ]          |
| Bezirksparteischule Julian Marchlewski          | Julian Marchlewski          | Potsdam          | Potsdam            |                                                                             |                                 | [ 16 ]          |
| Bezirksparteischule John Schehr                 | John Schehr                 | Rostock          | Rostock            |                                                                             |                                 | [ 17 ]          |
| Bezirksparteischule Wilhelm Pieck               | Wilhelm Pieck               | Schleusingen     | Suhl               |                                                                             |                                 | [ 18 ]          |
| Bezirksparteischule Willi Schröder              | Willi Schröder              | Schwerin         | Schwerin           |                                                                             |                                 | [ 19 ]          |

## Schulung ausländischer Studenten an BPS 1987
Eine Vorlage für das Sekretariat des ZK der SED unter dem Titel „Lehrgänge zur marxistisch-leninistischen Qualifizierung von Kadern entwickelter kapitalistischer Länder, revolutionär-demokratischer Parteien, national-demokratischer Parteien und Bewegungen Afrikas, Asiens und Lateinamerikas an der Parteischule 'Karl Liebknecht' beim ZK der SED und an Bezirksparteischulen der SED im Jahre 1987“ weist für 1987 folgende Zahlen von Studenten aus Afrika an BPS aus:
- Bezirksparteischule Cottbus: 20 Mitglieder des PNDC (Ghana), fünf Mitglieder des APC (Sierra Leone), zwei Mitglieder der SPFF (Seychellen), zwei Mitglieder der KP Lesotho
- Bezirksparteischule Dresden: 30 Mitglieder der ZANU-PF (Simbabwe)
- Bezirksparteischule Erfurt: zehn Mitglieder des MPLA-PdA (Angola), fünf Mitglieder der Frelimo (Mocambique), fünf Mitglieder der PAIGC (Guinea-Bissau), fünf Mitglieder der PAICV (Kapverden), fünf Mitglieder des MLSTP (Sao Tome und Principe)
- Bezirksparteischule Frankfurt (Oder): zehn Mitglieder der AKFM (Madagaskar), zehn Mitglieder der AREMA (Madagaskar), fünf Mitglieder der UPRONA (Burundi)
- Bezirksparteischule Bad Blankenburg: 34 Mitglieder der WPE (Äthiopien)
- Bezirksparteischule Ballenstedt: 20 Mitglieder der KP Sudans, 33 Mitglieder der WPE (Äthiopien)
- Bezirksparteischule Mittweida: 33 Mitglieder der WPE (Äthiopien)
- Bezirksparteischule Magdeburg: 30 Mitglieder des ANC (Südafrika)
- Bezirksparteischule Neubrandenburg: 30 Mitglieder der UNIP (Sambia)
- Bezirksparteischule Rostock: 30 Mitglieder der SWAPO (Namibia)
- Bezirksparteischule Schwerin: zehn Mitglieder der CNR (Burkina Faso), zehn Mitglieder der PVRB (Benin), zehn Mitglieder der UDPM (Mali)

Die Kosten für diese Lehrgänge, zu denen noch etwa einmal so viele Teilnehmer aus Skandinavien, Westeuropa, dem arabischen Raum und Lateinamerika kamen, betrugen für die Hauptkasse des ZK der SED neun Millionen Mark der DDR.

## Ausstellung

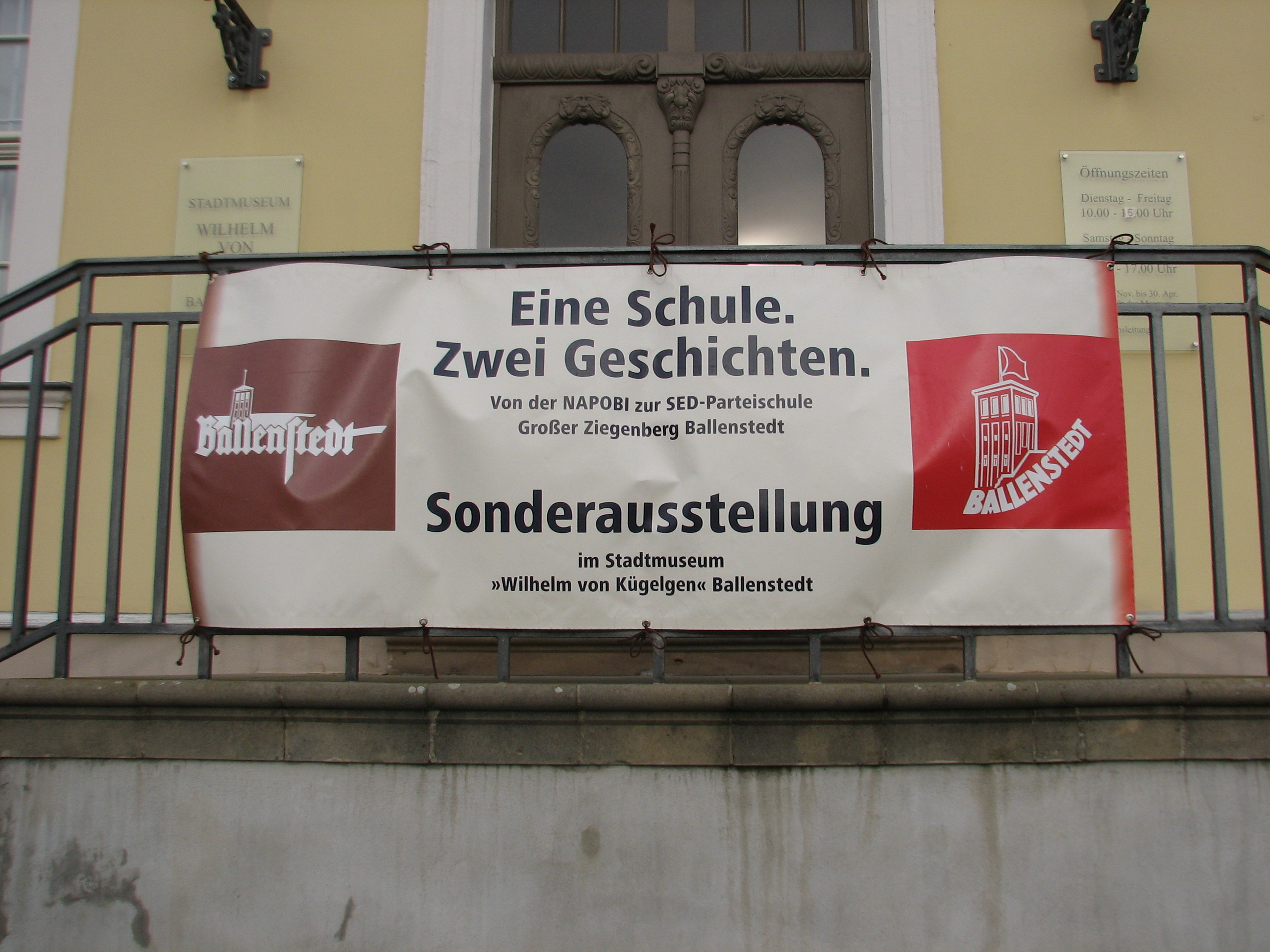
Ausstellungsbanner am Stadtmuseum Ballenstedt zur Sonderausstellung (2016)

Seit Mitte 2015 gibt es in Ballenstedt eine Sonderausstellung zur wechselvollen Geschichte des Schulungszentrums Großer Ziegenberg erst als „Staatliche Nationalpolitische Bildungsanstalt Ballenstedt“ und dann als Bezirksparteischule „Wilhelm Liebknecht“ der „Bezirksleitung Halle der SED, Ballenstedt“. Die Ausstellung im Stadtmuseum „Wilhelm von Kügelgen“ umfasst zwei Räume im Obergeschoss des Museums und trägt den Titel Eine Schule. Zwei Geschichten. Von der NAPOBI zur SED-Parteischule. Großer Ziegenberg Ballenstedt.